# مایلز (ویرجینیا)
مایلز (به انگلیسی: Miles) یک منطقهٔ مسکونی در ایالات متحده آمریکا است که در شهرستان متیوس، ویرجینیا واقع شده‌است. مایلز ۳٫۹۶ متر بالاتر از سطح دریا قرار دارد.